# 몬테비데오 조약
몬테비데오 조약은 1828년 8월 27일 영국의 중재로 아르헨티나와 브라질이 맺은 조약이다. 1928년 8월 11일부터 27일까지 브라질 리우데자네이루에서 브라질이 전신인 브라질 제국과 리오데라플라타 연합주 대표들이 회의를 거쳐 우루과이의 독립을 내용으로 하는 조약을 체결하였다. 1828년 10월 4일 몬테비데오에서 브라질 페드루 1세 황제와 리오데라플라타 연합주의 마누엘 도레고 부에노스 아이레스주 주지사가 비준하였다.